# Banswara (stato)
Lo Stato di Banswara fu uno stato principesco del subcontinente indiano, avente per capitale la città di Banswara.

## Storia
Banswara venne fondato come stato nel 1527 da Udai Singh, già regnante di Bagar come dominio per suo figlio Jagmal Singh.
Nel 1913 una sezione di Adivasi si rivoltò sotto i riformatori sociali Govindgiri e Punja che vennero soppressi nel novembre di quello stesso anno. Nel 1949 lo Stato di Banswara venne unito all'Unione Indiana.

## Governante
Lo Stato di Banswara venne governato da regnanti col titolo di 'Maharawal'.
| Nome              | Nascita | Morte | Inizio del regno | Fine del regno   |
| ----------------- | ------- | ----- | ---------------- | ---------------- |
| Bhim Singh        | ...     | 1713  | …                | 1713             |
| Bishan Singh      | ...     | 1737  | 1713             | 1737             |
| Udai Singh II     | ...     | 1747  | 1737             | 1747             |
| Prithvi Singh     | ...     | 1786  | 1747             | 1786             |
| Bijai Singh       | 17…     | 1816  | 1786             | 1816             |
| Umaid Singh       | …       | 1819  | 1816             | 1819             |
| Bhawani Singh     | 1803    | 1838  | 1819             | 6-novembre-1838  |
| Bahadur Singh     | 1788    | 1844  | 1838             | 2-febbraio-1844  |
| Lakshman Singh    | 1835    | 1905  | 1844             | 29-aprile-1905   |
| Shambhu Singh     | 1868    | 1913  | 1905             | 27-dicembre-1913 |
| Prithi Singh      | 1888    | 1944  | 3-gennaio-14     | 28-luglio-1944   |
| Chandra Vir Singh | 1909    | 1985  | 29-novembre-44   | 15-agosto-1947   |